# Paul James (attore)
Paul James (Washington, 6 giugno 1981) è un attore statunitense, noto per il ruolo di Calvin Owens nella serie televisiva Greek - La confraternita.

## Biografia
Paul James a nato a Washington. Si è laureato all'Università di Syracuse nel 2003 con una laurea in teatro.
È conosciuto per lo show televisivo della ABC Family Greek - La confraternita, dove interpreta Calvin Owens, l'amico gay del protagonista Rusty. Ha anche recitato nel film La casa dei sogni (2006) e in alcune serie TV americane come CSI: Miami, Senza traccia, Lie to Me e Cold Case - Delitti irrisolti. Recita inoltre nella quarta stagione della serie Torchwood.

## Filmografia parziale

### Cinema
- Nickname: Enigmista (Cry_Wolf), regia di Jeff Wadlow (2005)
- La casa dei sogni (The Architect), regia di Jonathan Parker (2006)
- Dragon Crusaders, regia di Mark Atkins (2011)
- Apostolo (Apostle), regia di Gareth Evans (2018)

### Televisione
- Greek - La confraternita (Greek) - serie TV, 74 episodi (2007-2011)
- Torchwood - serie TV, 5 episodi (2011)
- The Last Ship – serie TV, 22 episodi (2014-2017)
- Soundtrack – serie TV, 10 episodi (2019)
- The Hot Zone - Area di contagio (The Hot Zone) – serie TV, 6 episodi (2019)
- I Love That for You – serie TV, 8 episodi (2022)
- Lezioni di chimica (Lessons in Chemistry) – miniserie TV, 5 puntate (2023)

## Doppiatori italiani
Nelle versioni in italiano delle opere in cui ha recitato, Paul James è stato doppiato da:
- Paolo Vivio in NCIS: Los Angeles, Lie To Me, Soundtrack
- Marco Baroni in Greek - La confraternita, The Hot Zone - Area di contagio
- Fabrizio De Flaviis in Cold Case - Delitti irrisolti
- Simone Crisari in Nickname: Enigmista
- Davide Perino in CSI: Miami
- Alessandro Rigotti in CSI: NY
- Leonardo Graziano in Grey's Anatomy
- Corrado Conforti in CSI - Scena del crimine
- Davide Albano in The Last Ship
- Alessio Nissolino in The Path
- Andrea Oldani in I Love That for You
- Gabriele Vender in Lezioni di chimica